# Iunivka, Lokaci
Iunivka (în ucraineană Юнівка) este un sat în comuna Zaturți din raionul Lokaci, regiunea Volînia, Ucraina.

## Demografie
Componența lingvistică a localității Iunivka
     Ucraineană (99,54%)
     Alte limbi (0,46%)
Conform recensământului din 2001, majoritatea populației localității Iunivka era vorbitoare de ucraineană (99,54%), existând în minoritate și vorbitori de alte limbi.